# Jaca
Jaca (en aragonés: Chaca) es un municipio y una ciudad española de la provincia de Huesca, en la comunidad autónoma de Aragón. Es capital de la comarca de la Jacetania.
El término municipal, que tiene una población de 13 883 habitantes (INE 2024), incluye, además del casco urbano de Jaca, los núcleos de Abay, Abena, Ara, Araguás del Solano, Ascara, Asieso, Astún, Atarés, Badaguás, Banaguás, Baraguás, Barós, Bernués, Bescós de Garcipollera, Binué, Botaya, Caniás, Espuéndolas, Fraginal, Gracionépel, Guasa, Guasillo, Ipas, Jarlata, Lastiesas Altas, Lastiesas Bajas, Lerés, Martillué, Navasa, Navasilla, Novés, Orante, Osia, Ulle y Villanovilla, denominados «barrios rurales». También incluye los núcleos despoblados de Acín, Bataraguá, Bergosa, Bescansa, Larrosa y Yosa de Garcipollera, y la población residente en Puerto de Astún, la urbanización de la estación de esquí de Astún.

## Geografía
Jaca es la capital de la comarca de La Jacetania y dista 72 km de Huesca y 143 km de Zaragoza. El término municipal está atravesado por la autovía A-23 y por las carreteras nacionales N-240, que discurre por el Canal de Berdún hacia Pamplona, y N-330, entre los pK 636 y 649, que conecta con Canfranc y Huesca, además de por las carreteras autonómicas A-1205, que conecta con Riglos, y A-1603, que se dirige hacia Santa Cruz de la Serós.
La ciudad de Jaca se halla en la depresión media altoaragonesa, entre las sierras interiores del Pirineo. La ciudad se alza en una meseta situada a 820 m de altitud, junto al río Aragón, que se dirige hacia el oeste por la canal de Berdún. El municipio tiene una extensión muy amplia, de 392 km².
La altitud de la zona oscila entre los 2197 m de la Punta de La Espata, al noreste, en el límite con Villanúa, y los 670 m junto al río Aragón a su entrada en Santa Cilia de Jaca. Tal diferencia ha facilitado la existencia de gran variedad de formas de relieve, que van de los fuertes escarpes y abruptas laderas dominantes en la mitad norte, a las suaves lomas y extensos sistemas de glacis-terrazas de la zona sur, donde configuran un relieve más horizontal. Por el norte del Canal de Berdún se encuentra la sierra de Novés (918 m), que se extiende entre el valle de Aísa (río Estarrún) y la sierra de los Ángeles (pico Grosín, 1423 m), que a su vez hace de límite occidental del valle de Canfranc (río Aragón). Por el noreste, la sierra de Baraguás (pico Alvarín, 1551 m) separa el Valle de la Garcipollera (río Ijuez) de la Val Ancha y el río Gas, afluente del Aragón. Al sur del Canal de Berdún, destaca la sierra de San Juan de la Peña (1546 m) y la Peña Oroel (1770 m).
| Noroeste: Valle de Hecho y Aísa             | Norte: Borau, Castiello de Jaca y Villanúa | Noreste: Sabiñánigo |
| Oeste: Santa Cilia y Santa Cruz de la Serós |                                            | Este: Sabiñánigo    |
| Suroeste: Las Peñas de Riglos               | Sur: Caldearenas                           | Sureste: Sabiñánigo |

### Clima
El clima de Jaca se denomina como oceánico de interior con matices de clima continental.
La temperatura media anual es de 12,2 °C por lo que las temperaturas no son muy elevadas, excepto en verano: pudiendo bajar de los –10 °C en invierno y subir a más de 35 °C en verano. Las precipitaciones, que alcanzan los 768 mm anuales, son más importantes en invierno, primavera y otoño, pudiendo ser de nieve en estas estaciones, con espesores importantes. El verano es la estación menos lluviosa acompañada de algunas tormentas que varían según la temporada. El viento puede llegar a soplar con rachas muy fuertes durante el invierno. En las estaciones de esquí del entorno hay que destacar las importantes nevadas que pueden empezar en octubre-noviembre y acabar en abril-mayo.
| Parámetros climáticos promedio de Jaca, 1981–2010 | Parámetros climáticos promedio de Jaca, 1981–2010 | Parámetros climáticos promedio de Jaca, 1981–2010 | Parámetros climáticos promedio de Jaca, 1981–2010 | Parámetros climáticos promedio de Jaca, 1981–2010 | Parámetros climáticos promedio de Jaca, 1981–2010 | Parámetros climáticos promedio de Jaca, 1981–2010 | Parámetros climáticos promedio de Jaca, 1981–2010 | Parámetros climáticos promedio de Jaca, 1981–2010 | Parámetros climáticos promedio de Jaca, 1981–2010 | Parámetros climáticos promedio de Jaca, 1981–2010 | Parámetros climáticos promedio de Jaca, 1981–2010 | Parámetros climáticos promedio de Jaca, 1981–2010 | Parámetros climáticos promedio de Jaca, 1981–2010 |
| Mes                                               | Ene.                                              | Feb.                                              | Mar.                                              | Abr.                                              | May.                                              | Jun.                                              | Jul.                                              | Ago.                                              | Sep.                                              | Oct.                                              | Nov.                                              | Dic.                                              | Anual                                             |
| ------------------------------------------------- | ------------------------------------------------- | ------------------------------------------------- | ------------------------------------------------- | ------------------------------------------------- | ------------------------------------------------- | ------------------------------------------------- | ------------------------------------------------- | ------------------------------------------------- | ------------------------------------------------- | ------------------------------------------------- | ------------------------------------------------- | ------------------------------------------------- | ------------------------------------------------- |
| Temp. máx. media (°C)                             | 9.5                                               | 11.0                                              | 14.7                                              | 16.2                                              | 20.5                                              | 25.7                                              | 29.4                                              | 29.0                                              | 24.4                                              | 19.0                                              | 13.2                                              | 9.8                                               | 18.5                                              |
| Temp. media (°C)                                  | 4.4                                               | 5.3                                               | 8.3                                               | 10.0                                              | 14.0                                              | 18.4                                              | 21.6                                              | 21.3                                              | 17.5                                              | 13.2                                              | 7.9                                               | 4.9                                               | 12.2                                              |
| Temp. mín. media (°C)                             | -0.8                                              | -0.4                                              | 1.8                                               | 3.7                                               | 7.5                                               | 11.1                                              | 13.7                                              | 13.6                                              | 10.6                                              | 7.3                                               | 2.6                                               | 0.0                                               | 5.9                                               |
| Precipitación total (mm)                          | 57.9                                              | 48.9                                              | 47.8                                              | 82.2                                              | 76.4                                              | 48.6                                              | 37.4                                              | 43.2                                              | 68.2                                              | 89.6                                              | 89.0                                              | 79.3                                              | 768.5                                             |
| Días de precipitaciones (≥ 1 mm)                  | 10.0                                              | 8.7                                               | 8.6                                               | 11.8                                              | 12.5                                              | 7.1                                               | 6.1                                               | 6.4                                               | 7.5                                               | 10.9                                              | 11.3                                              | 11.0                                              | 111.9                                             |
| Fuente: World Meteorological Organization (WMO)   |                                                   |                                                   |                                                   |                                                   |                                                   |                                                   |                                                   |                                                   |                                                   |                                                   |                                                   |                                                   |                                                   |

## Toponimia
Aparece citada en la documentación histórica a partir de 828 como Jaca, Iaca, Iacca, Iace, Iaceensium, Iacensis, Iaccensium, Iacha, Iaka, Gacea y Yaca.

## Historia

### Edad Antigua
Iaca o Iacca —nombre antiguo de Jaca— era la capital de los iacetanos, citados por el historiador griego Estrabón (siglo I) como un pueblo que se extendía desde las estribaciones del Pirineo hasta las llanuras, llegando hasta la región de los ilergetes alrededor de Ilerda (Lérida) y Osca (Huesca).
Poco se sabe de su límite occidental, pero se ha sugerido que pudo estar en Navardún, término céltico que aludiría al antiguo nombre de unos extintos navarri sobre los cuales surgió luego el topónimo Navarra. Los iacetanos (Iakketanoi, en griego) eran parientes de los aquitanos (Akkitanoi), siendo ambos pueblos parecidos. De acuerdo a Estrabón, hubo entre los iacetanos reminiscencias de usos matrilineales, predominio del pastoreo, agricultura complementaria —acaso a cargo de las mujeres— y actividades guerreras como solución habitual a los problemas económicos.
Iaca acuñó moneda autónoma con alfabeto ibérico y se piensa que controlaba la actual Jacetania y la Canal de Berdún
Excavaciones arqueológicas dentro del casco urbano han descubierto en el nivel más profundo fragmentos de cerámica fabricada a torno con «técnica ibérica», así como cerámica campaniense de tipo A. Dicho material, fechado en el siglo II a. C., supone la aparición de los primeros indicios arqueológicos que se pueden relacionar con la población indígena de Iaca.
Existe una hipótesis alternativa, menos plausible, postulada en el siglo XVI por el cronista imperial Florián de Ocampo —y que decía haber explicado Alonso de Nebrija—, que afirma que Jaca fue fundada por el capitán griego Dionisio Baco —de sobrenombre Yaco— en el año 1325 a. C.
En el año 195 a. C., el cónsul romano Marco Porcio Catón inició la conquista de la ciudad que terminó en la primavera de 194 a. C. A finales del siglo III a. C. y comienzos del II a. C., los iacetanos habían efectuado numerosas expediciones de rapiña sobre los suesetanos afincados en las llanuras centrales de Aragón y parece ser que, en general, lo habían hecho impunemente.
Conociendo la enemistad entre iacetanos y suesetanos, Catón situó a estos últimos delante de la escasa caballería romana ante las puertas de Iaca, provocando la salida de los montañeses, acostumbrados a vencer siempre a sus vecinos; una vez quedó desguarnecida la ciudad, esta fue conquistada por el cónsul.
Integrada en el Imperio romano, Jaca constituyó un punto de vigilancia de los caminos del Pirineo y desarrolló una próspera economía cuyo auge se mantuvo hasta el siglo III. En el siglo IV entró en decadencia por la amenaza de los bandidos que atacaban a las caravanas y a los mercaderes que transitaban los caminos pirenaicos.

### Edad Media

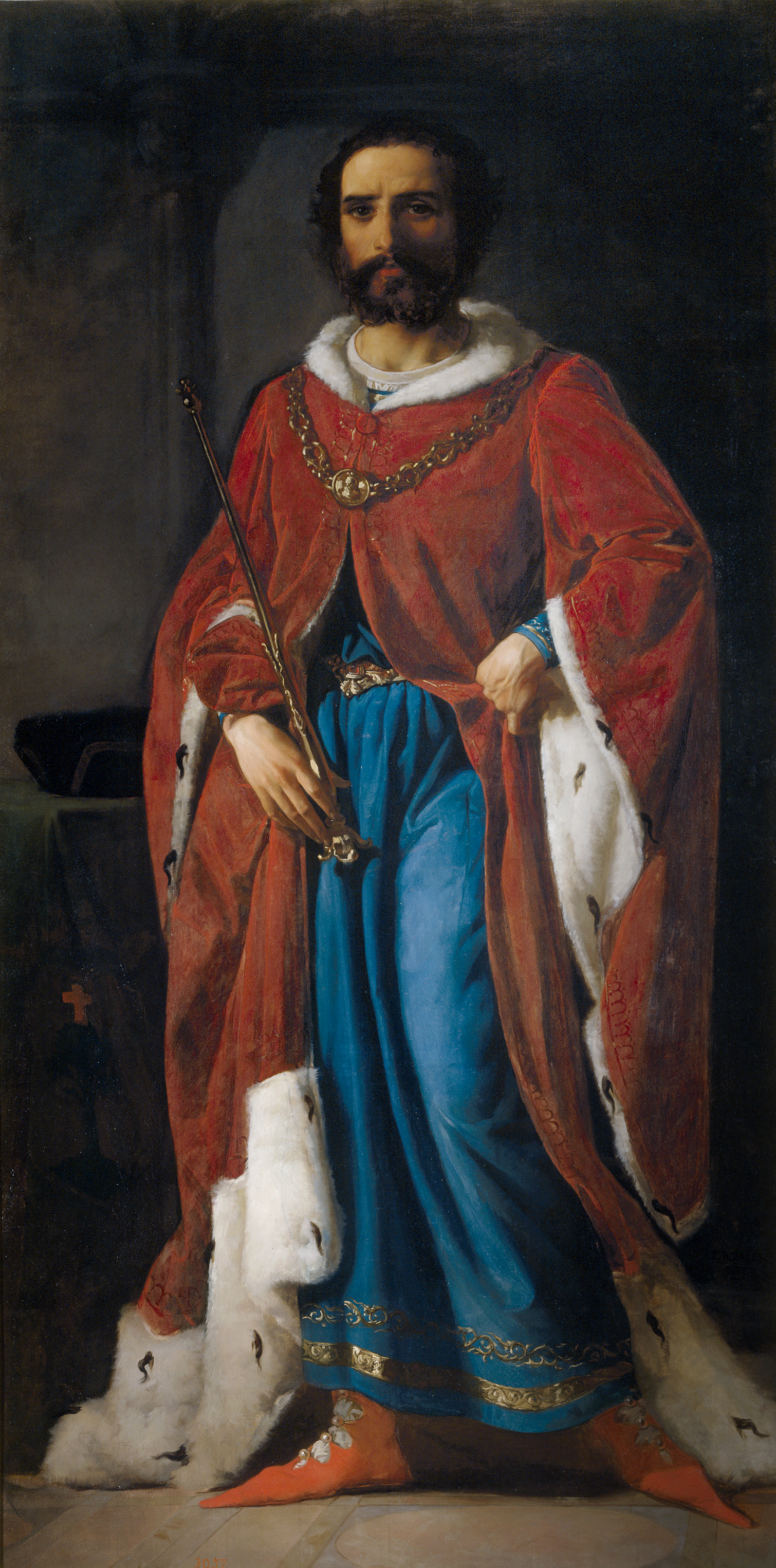
Retrato idealizado de Galindo II Aznárez, conde de Aragón, que repobló Jaca en torno a 920

En las montañas de los Pirineos se conservaron territorios cristianos tras la conquista de los árabes debido al protectorado carolingio establecido por Carlomagno en la llamada Marca Hispánica. Uno de esos condados fue el núcleo del Reino de Aragón. Hacia 920, establecido por el Reino de Pamplona como condado independiente de los francos, Galindo II Aznárez repobló antiguas poblaciones de la cuenca del río Aragón, a lo largo de la cual se articulaba el condado, entre las que se encontraba Jaca, que entonces era una fortaleza habitada por unos pocos pobladores, una aldea con actividad meramente agropecuaria. Pertenecía a una zona dependiente del monasterio de Siresa y contaba con un monasterio con una iglesia de planta basilical, una nave y cabecera plana, que fue reformada en el siglo XI y derribada en 1841.
Jaca era a comienzos del siglo XI un castro (o campamento militar fortificado) perteneciente al Reino de Pamplona, a cuyo entorno había surgido un conjunto exiguo de viviendas, pero que iría cobrando cada vez mayor importancia por su situación al pie del paso de Somport (uno de los más accesibles para acceder a Francia desde la Edad Antigua) y por su situación estratégica en el Camino de Santiago que, en este siglo, iba a cobrar creciente importancia, y como cabeza del camino hacia Pamplona que recorría la Canal de Berdún.
A la muerte en 1035 del rey de Pamplona Sancho Garcés III, apodado el Mayor, este deja escrito el reparto de sus extensos dominios a sus diferentes hijos. Uno de ellos, Ramiro (1006-1063), que ya ejercía de régulo en La Jacetania y norte de Huesca, se convertirá en Ramiro I de Aragón y establece en Jaca una residencia regia, posiblemente en el castro fortificado, y situó cerca del monasterio de San Pedro la sede del obispado de Aragón, denominado así hasta que en 1077 Sancho Ramírez dotara a Jaca de su fuero e iniciara, hacia 1082, la construcción de la sede catedralicia. La posesión de fueros, catedral con obispado y su ciudadela, hicieron de Jaca la primera y más importante capital del reino de Aragón. Sin embargo, entre el monasterio de San Pedro y el castro inicial, la aldea estaba deshabitada. Como señaló José María Lacarra, siendo sede real y residencia habitual del obispo aragonés, comenzaron a llegar personas dedicadas a la administración y comerciantes que hicieron de Jaca algo más que una aldea dedicada exclusivamente a la ganadería y la agricultura.

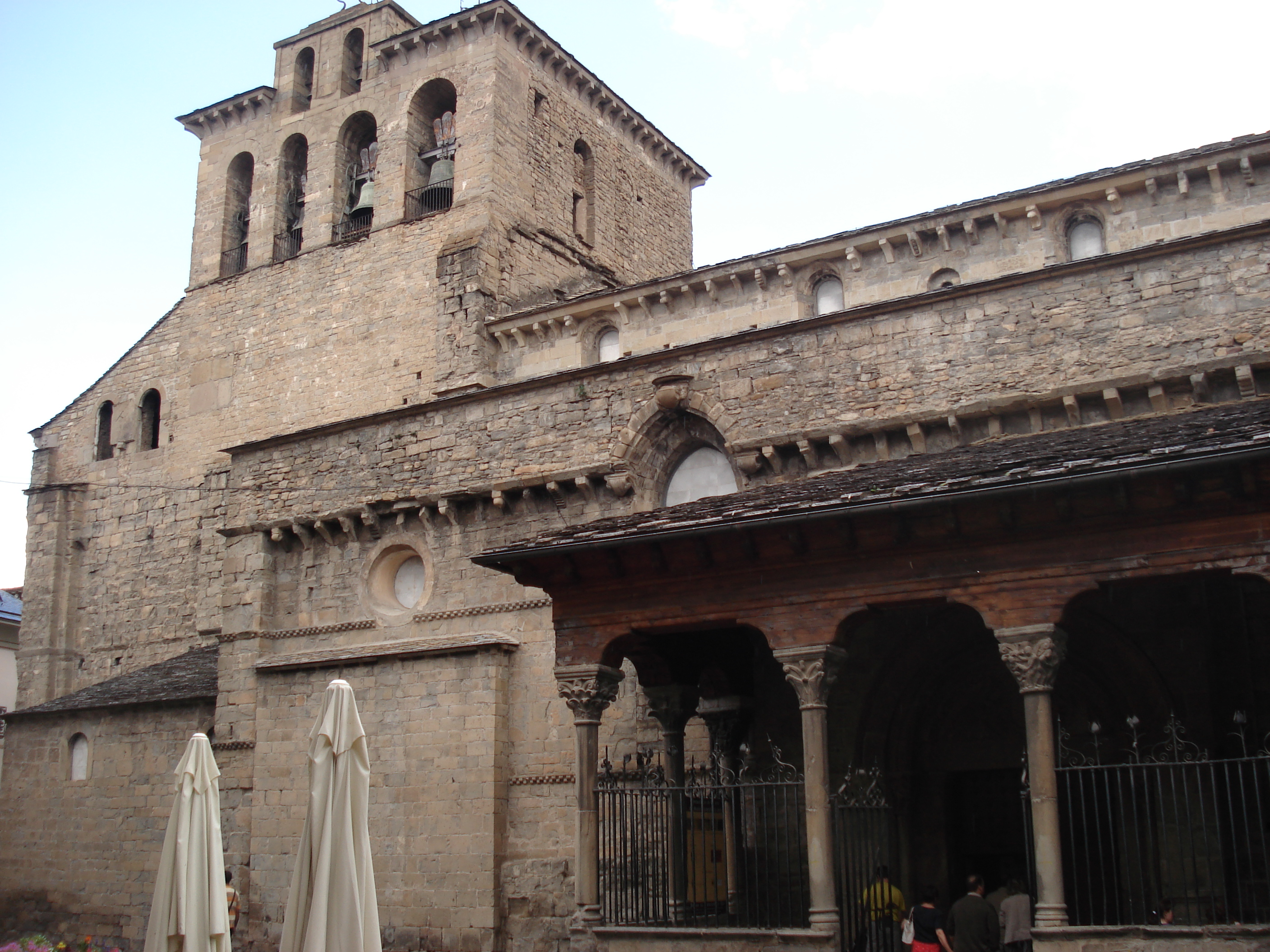
Catedral de Jaca, cuya construcción se inició hacia 1082

Así, en 1063 se celebró en la localidad el concilio de Jaca. El historiador Jerónimo Zurita, en sus Anales de la Corona de Aragón, refiere que Ramiro I «porque había diversos abusos en el estado eclesiástico y por descuido de los reyes pasados duraban grandes corruptelas contra lo establecido por los sagrados concilios generales que hubo en la primitiva Iglesia, procuró que se congregase en la ciudad de Jaca concilio provincial».
También señala que este monarca fue el primero de los reyes de la península ibérica en restaurar los «cánones», que no debieron ser otros que los establecidos por el concilio de Roma de 1059 referidos a la vida canónica y al celibato de los clérigos.
Otro de los resultados de este concilio fue restablecer la diócesis de Huesca —suprimida durante el dominio musulmán—, quedando la sede provisional en Jaca en tanto no se reconquistara Huesca.
Pero el definitivo impulso a Jaca se lo dio Sancho Ramírez en 1077 cuando, por lo dispuesto en el mencionado fuero, pionero entre los territorios cristianos y difundido posteriormente en otras ciudades de Navarra o Cuenca, convirtió a la villa en ciudad, la dotó de sede episcopal, en cuya catedral se asentaría el ahora obispo de Jaca, y le dio el estatus que la hacen ser considerada la primera capital del reino entre 1077 y 1096 en que, conquistada Huesca, sucedería en el obispado y capitalidad. Asimismo, edificó Sancho Ramírez un nuevo palacio real en el barrio de Santiago, y unificaría los tres núcleos iniciales (castro fortificado, monasterio de San Pedro y burgo de Santiago) en una sola entidad poblacional unida por dos calles cruzadas, al modo del cardo y decúmano romanos, y las viviendas de todos aquellos hombres francos que quisieran acogerse a los nuevos privilegios que se decretaron para los habitantes de Jaca.
La pérdida de la capitalidad no implicó para Jaca la desaparición de otras funciones urbanas relacionadas con su situación geográfica. Así, siguió desempeñando su papel de ciudad-mercado y de servicios para su comarca; también, como ciudad final de etapa, Jaca cobraba uno de los cinco peajes que se percibían sobre la ruta de Zaragoza a Francia, y albergaba a los peregrinos a Santiago de Compostela.

### Edad Moderna
Las pestes y los incendios de finales de la Edad Media hundieron a Jaca en una profunda crisis de la que no saldría hasta la intervención de  Fernando el Católico para formar un gobierno local. La burguesía se vio favorecida por esta situación y muchos se convirtieron en mecenas de artistas cuyo resultado se puede apreciar especialmente en la catedral.

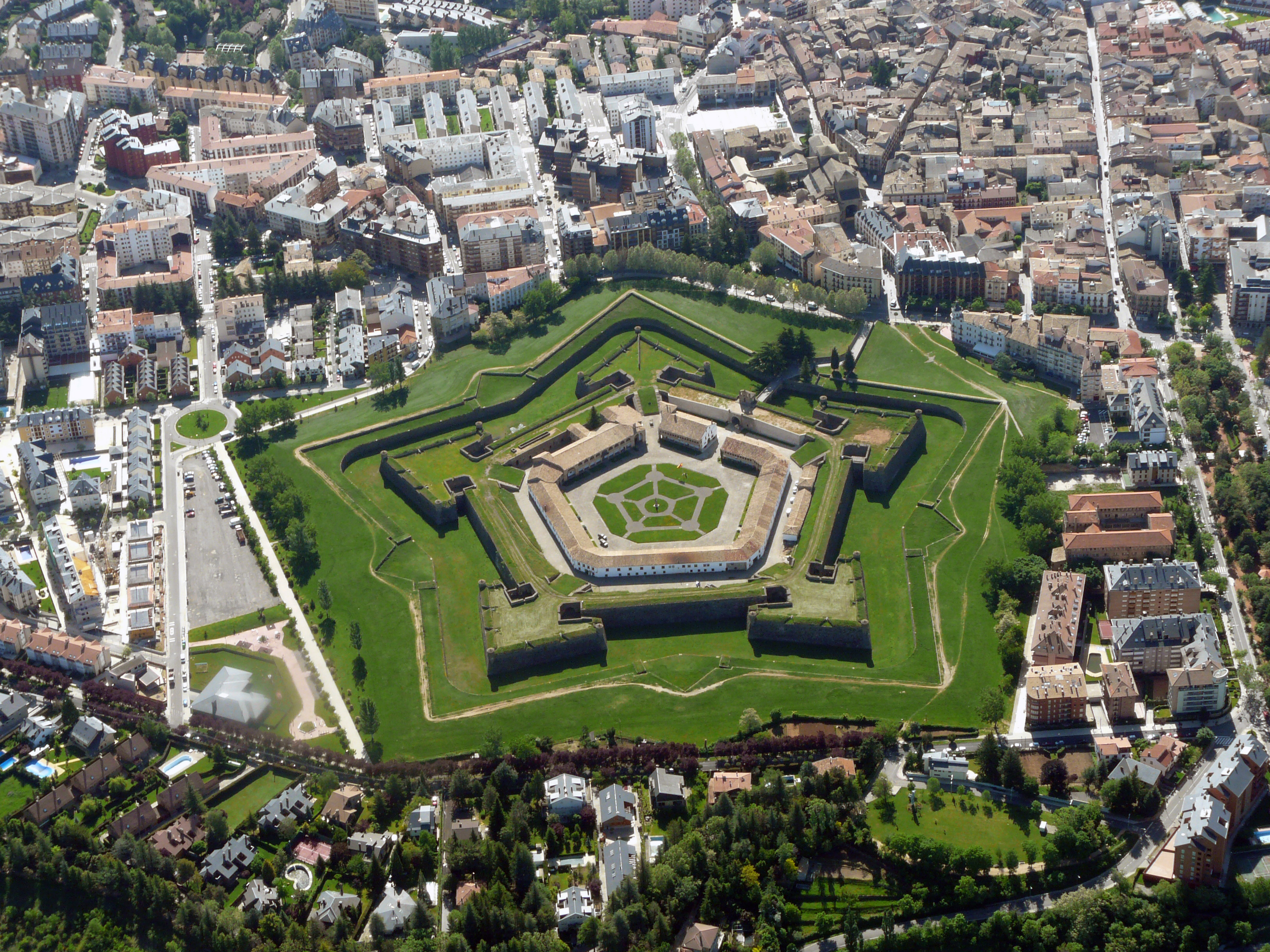
Vista aérea de la ciudadela de Jaca

La situación fronteriza de Jaca se fue determinando a medida que se consolidaban los límites territoriales de los reinos europeos y los Pirineos se erigían como eficaz frontera natural. La ciudad se consolidó como plaza militar desde la que defender los reinos peninsulares de una hipotética invasión francesa. A este respecto, Felipe II ordenó la construcción de varias fortalezas a lo largo de todo el Pirineo. En 1592 este monarca ordenó la construcción de una fortaleza en los campos que habían configurado el Burgo Nuevo, el barrio levantado extramuros de la ciudad. Así, se levantó una soberbia fortaleza pentagonal diseñada por el ingeniero italiano Tiburcio Spannocchi, la ciudadela de Jaca, para dar respuesta a un ejército provisto de artillería. De esa época es también la bella casa consistorial (1544), construida según el estilo de los palacios platerescos aragoneses.
La epidemia de peste negra que asoló el levante peninsular a mediados del siglo XVII —cuyos primeros brotes surgieron en Valencia en 1647— ocasionó una mortandad entre la población de Jaca del 42 %. La epidemia llegó en dos oleadas diferenciadas: la primera entre octubre de 1653 y febrero de 1654, y la segunda —la más devastadora— entre mayo y diciembre de 1654.
En la guerra de Sucesión, Jaca se puso del lado de los Borbones. Por ello, en 1707 fue asediada por aliados del Archiduque Carlos y socorrida por el marqués de Salutcio, a cuya vista se retiraron a un bosque, donde fueron atacados por el marqués de Santa Coloma, quien les mató mucha gente e hizo numerosos prisioneros. El rey Felipe V gratificó a la ciudad de Jaca con los títulos de «muy noble, muy leal, y muy vencedora», añadiendo la flor de lis al escudo de sus armas que ostentaba la Cruz de Sobrarbe y las cuatro cabezas, emblema de la batalla de Alcoraz.

### Edad Contemporánea

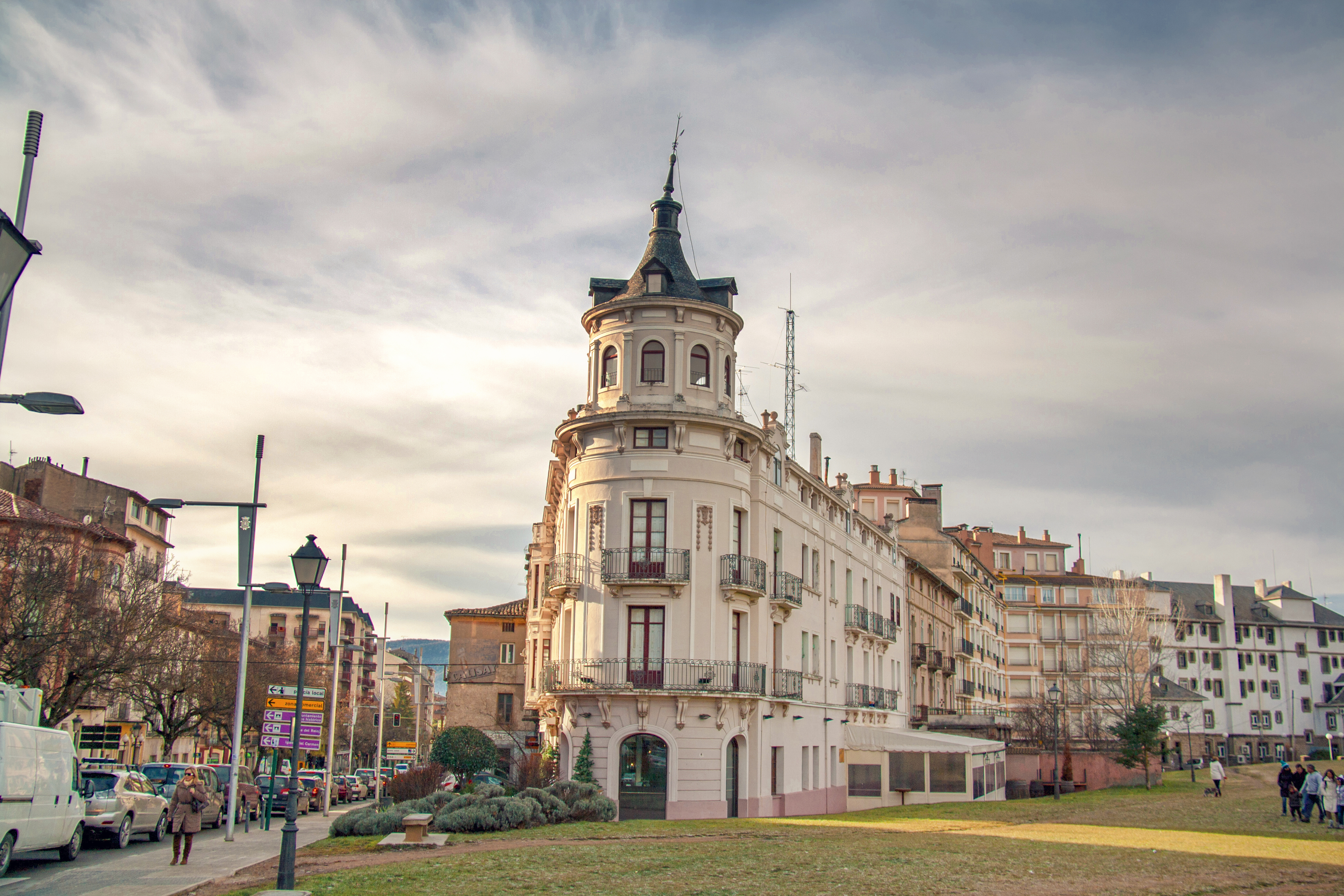
Casa La Rubia

A finales del siglo XVIII, Jaca jugó un papel importante en la guerra del Rosellón, al ser uno de los objetivos de los revolucionarios franceses por su situación estratégica. En la guerra de la Independencia, la ciudad se rindió a los franceses el 21 de marzo de 1809 a causa de la deserción que fomentó en secreto el misionero fray José de la Consolación, que gozaba de influencia, quedando dentro de la plaza muy pocos soldados. El general Francisco Espoz y Mina recuperó la ciudad el 5 de diciembre de 1813 y la ciudadela el 18 de febrero de 1814.
En el marco de las guerras carlistas, fueron denunciados en 1839 varios soldados de la guarnición de Jaca por vender armas a los «revolucionarios».
Pascual Madoz, en su Diccionario geográfico-estadístico-histórico de España de 1845, describe a Jaca en los términos siguientes: 

Sus casas en número de 488 de sólida y buena construcción todas blanqueadas, cómodas y aseadas en su interior, se distribuyen en 37 calles bien alineadas, empedradas, y la mayor parte con aceras... tiene 7 plazas, entre las cuales solo la llamada Campo del Toro y la del Mercado con soportales, destinada á la venta de hortalizas, son las principales, pues las otras no tienen objeto y son pequeñas.

La revolución Gloriosa de 1868 trajo consigo el nacimiento de la Junta revolucionaria de Jaca, enfrentada a la de Huesca, que tomó una serie de medidas tales como la supresión del seminario o la creación de los Voluntarios de la Libertad, completadas en el sexenio revolucionario con la construcción de la carretera de Jaca a Francia.
A comienzos del siglo XX, en 1903, el viajero francés L'Ours Dominique (seudónimo) visita Jaca y ofrece una impresión romántica de una ciudad amurallada, militar y religiosa:

Jaca tiene seis mil habitantes, treinta y nueve calles y callejuelas, quinientas casas, diecinueve iglesias, trece conventos, tres seminarios, y un obispo, una fábrica de energía eléctrica para el alumbrado de la ciudad. Unas torres cuadradas provistas de todo el aparejo de guerra de un torreón medieval, unidas como un rosario por una muralla almenada, confieren a Jaca una defensa de hermoso efecto. Al pie de la muralla hay un bulevard con árboles, que es el paseo más encantador que se pueda imaginar

Cinco años después, en 1908, la ciudad experimentó notables cambios urbanísticos y demográficos, motivados en buena medida por el derribo de la muralla medieval que la oprimía. En 1928 llegó el ferrocarril a Canfranc, a cuya inauguración asistió el monarca Alfonso XIII. En ese mismo año también se creó la Universidad de Verano.
El 12 de diciembre de 1930 tuvo lugar el episodio de la sublevación de Jaca, pronunciamiento militar contra la monarquía de Alfonso XIII durante la «dictablanda» del general Berenguer. Se inició con la proclamación de la República desde los balcones del ayuntamiento jaqués y el nombramiento de la primera alcaldía republicana. Al mismo tiempo se organizaron dos columnas dirigidas por el capitán Fermín Galán y Salvador Sediles que partieron hacia Huesca.
La sublevación fue sofocada en la madrugada del día siguiente y el 14 de diciembre fueron fusilados los capitanes Galán y García Hernández, mientras que el capitán Sediles, también condenado a muerte, fue indultado ante las movilizaciones populares. Sin embargo, los efectos de esta sublevación se dejaron sentir en la proclamación de la Segunda República Española cuatro meses después; tras las elecciones del 12 de abril, la monarquía se exilió y se proclamó la República, que les reconoció como "mártires".

### Conclusión
Pero tras esto, lo más notable de Jaca es su condición de pionera. Primera capital del reino de Aragón, primera que aclamó a Ramiro II el Monje, primera que se sublevó a favor de la república, cuando se hizo famosa su calle Mayor, la misma ruta que cantó Miguel Fleta en ritmo de jota. Grandes personajes y escritores hablaron de Jaca; en el siglo XIII, Alfonso X el Sabio, hablaba de la jacetana fiesta de la victoria (primer viernes de mayo); en el Renacimiento, Nebrija explicaba sus orígenes legendarios; Cervantes la cita en El Quijote hablando de sus grandes montañas; Unamuno alaba la Peña de Oroel; y Ramón y Cajal describe su largo periodo de vida en la ciudad.

## Demografía
Jaca cuenta con una población de 13 883 habitantes (INE 2024).
| Gráfica de evolución demográfica de Jaca entre 1842 y 2021 |
| |
| Población de derecho según los censos de población del INE Población de hecho según los censos de población del INEEntre el censo de 1950 y el anterior, crece el término del municipio porque incorpora a 22516 (Araguas del Solano), 22526 (Baraguás) Entre el censo de 1970 y el anterior, crece el término del municipio porque incorpora a 22502 (Acín), 22520 (Atares), 22522 (Banaguas), 22539 (Bernués), 22540 (Bescós de Garcipollera), 22546 (Botaya), 22568 (Espuéndolas), una parte de 22575 (Guasa), 22599 (Navasa) y 22605 (Osia) |

La población de Jaca experimentó un fuerte aumento al constituirse como tal ciudad y una cierta regresión al perder la capitalidad En el censo de 1495 tenía unos 700 habitantes, duplicando su población para mediados del siglo XVII. El censo de 1857 refleja una cifra de 3720 habitantes. Es en el siglo XX cuando crece más deprisa su población: desde los 4934 habitantes de 1900, hasta los 13 344 de 2021.

## Administración y política

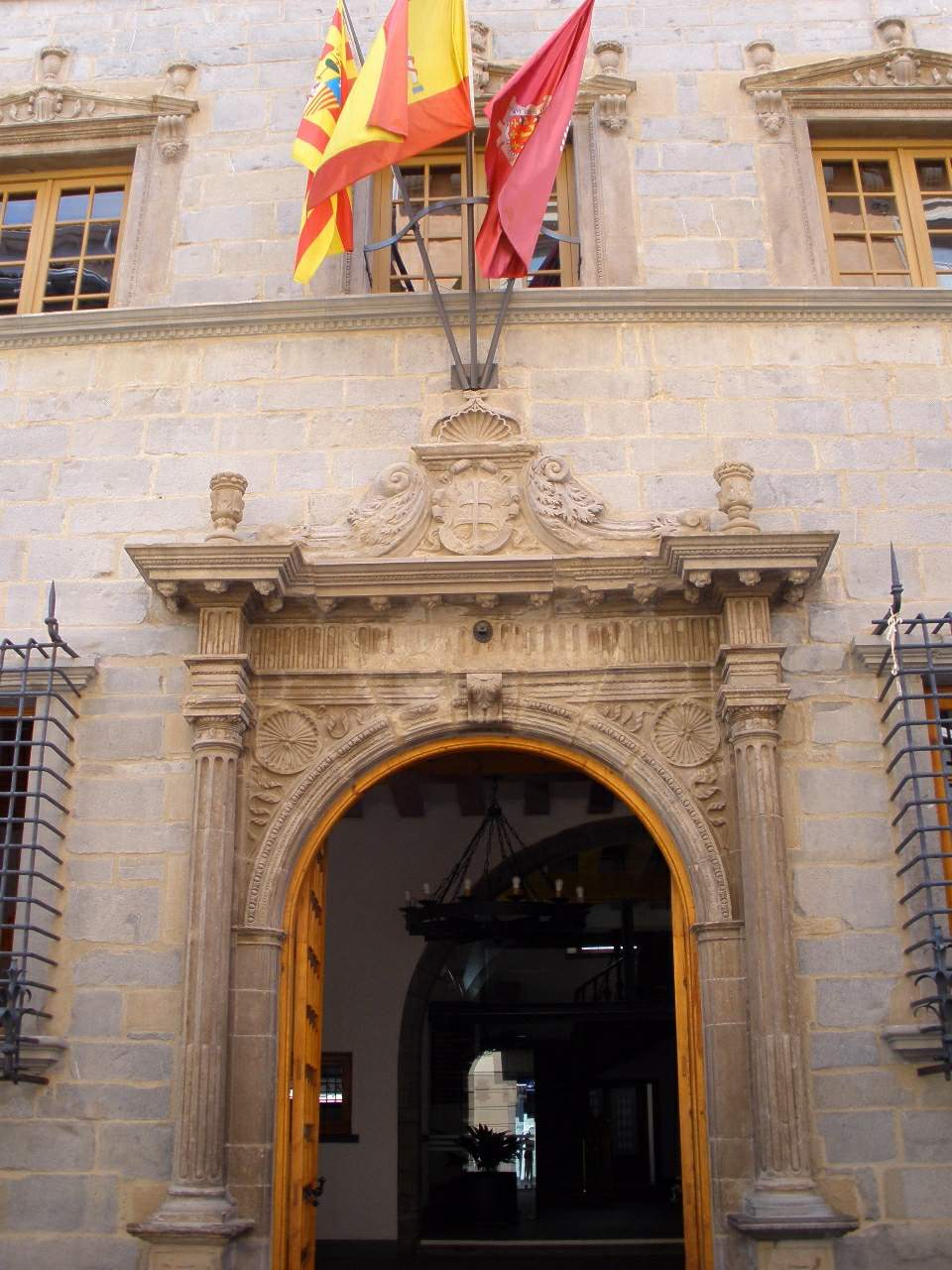
Ayuntamiento de Jaca

| Periodo   | Nombre                  | Partido | Partido                                            |
| --------- | ----------------------- | ------- | -------------------------------------------------- |
| 1979-1983 | Armando Abadía          |         | Unión de Centro Democrático (UCD)                  |
| 1983-1991 | Armando Abadía          |         | Alianza Popular (AP)                               |
| 1991-1995 | Armando Abadía          |         | Partido Popular de Aragón (PP)                     |
| 1995-1999 | Pascual Rabal Petriz    |         | Independiente                                      |
| 1999-2011 | Enrique Villarroya      |         | Partido de los Socialistas de Aragón (PSOE-Aragón) |
| 2011-2015 | Víctor José Barrio Sena |         | Partido Popular de Aragón (PP)                     |
| 2015-2023 | Juan Manuel Ramón Ipas  |         | Partido de los Socialistas de Aragón (PSOE-Aragón) |
| 2023-2027 | Carlos Serrano Pérez    |         | Partido Popular de Aragón (PP)                     |

| Partido político    | Partido político                                     | 1991   | 1995   | 1999   | 2003   | 2007   | 2011   | 2015   | 2019   | 2023   |
| Partido político    | Partido político                                     | Ediles | Ediles | Ediles | Ediles | Ediles | Ediles | Ediles | Ediles | Ediles |
|                     | Partido Popular de Aragón (PP)                       | 7      | 7      | 6      | 5      | 5      | 8      | 5      | 3      | 5      |
|                     | Partido de los Socialistas de Aragón (PSOE-Aragón)   | 6      | 5      | 6      | 8      | 8      | 5      | 6      | 6      | 5      |
|                     | Partido Aragonés (PAR)                               | 2      | 2      | 2      | 2      | 2      | 2      | 2      | 3      | 1      |
|                     | Chunta Aragonesista (CHA)                            | 1      | 3      | 3      | 2      | 2      | 2      | 2      | 2      | 2      |
|                     | Ciudadanos (CS)                                      | —      | —      | —      | —      | —      | —      | 0      | 1      | 0      |
|                     | Vox                                                  | —      | —      | —      | —      | —      | —      | —      | 1      | 1      |
|                     | Aragoneses                                           | —      | —      | —      | —      | —      | —      | —      | —      | 2      |
|                     | Aragón Sí Puede-Podemos                              | —      | —      | —      | —      | —      | —      | 1      | 1      | 1      |
|                     | Cambiar Jaca                                         | —      | —      | —      | —      | —      | —      | 1      | —      | —      |
|                     | Izquierda Unida (IU)                                 | 0      | —      | —      | 0      | —      | 0      | —      | —      | —      |
|                     | Centro Democrático Liberal (CDL)                     | —      | —      | —      | —      | 0      | 0      | —      | —      | —      |
|                     | Partido Animalista Contra el Maltrato Animal (PACMA) | —      | —      | —      | —      | —      | 0      | —      | —      | —      |
|                     | Los Verdes (LV)                                      | —      | —      | —      | —      | 0      | 0      | —      | —      | —      |
|                     | Centro Democrático y Social (CDS)                    | 1      | —      | —      | —      | —      | —      | —      | —      | —      |
| Total de concejales | Total de concejales                                  | 17     | 17     | 17     | 17     | 17     | 17     | 17     | 17     | 17     |

## Servicios

### Transporte

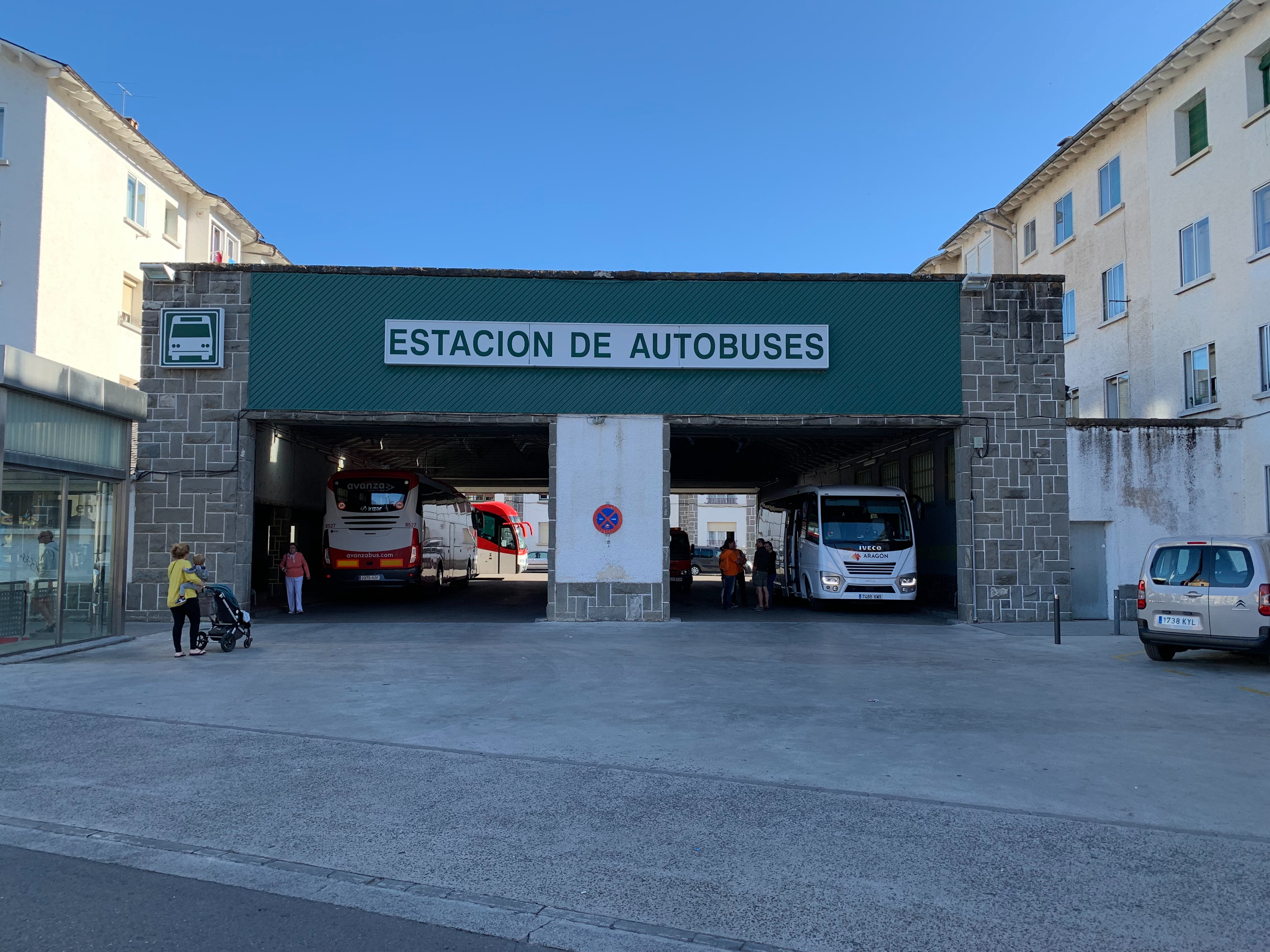
Estación de autobuses

Jaca cuenta con una línea de autobús urbano, una estación de autobuses interurbana y una estación de tren.

#### Ferrocarril
El ferrocarril llegó a Jaca con la línea Zaragoza-Canfranc el 1 de junio de 1893. Hoy la estación cuenta con servicios de media distancia procedentes o con destino a Zaragoza y Canfranc. Hoy día se planea su soterramiento en Campancián para "dejar de partir la ciudad en 2" una vez se produzca la reapertura y un consiguiente aumento del tráfico de mercancías

## Patrimonio

### Patrimonio religioso

#### Catedral de San Pedro de Jaca

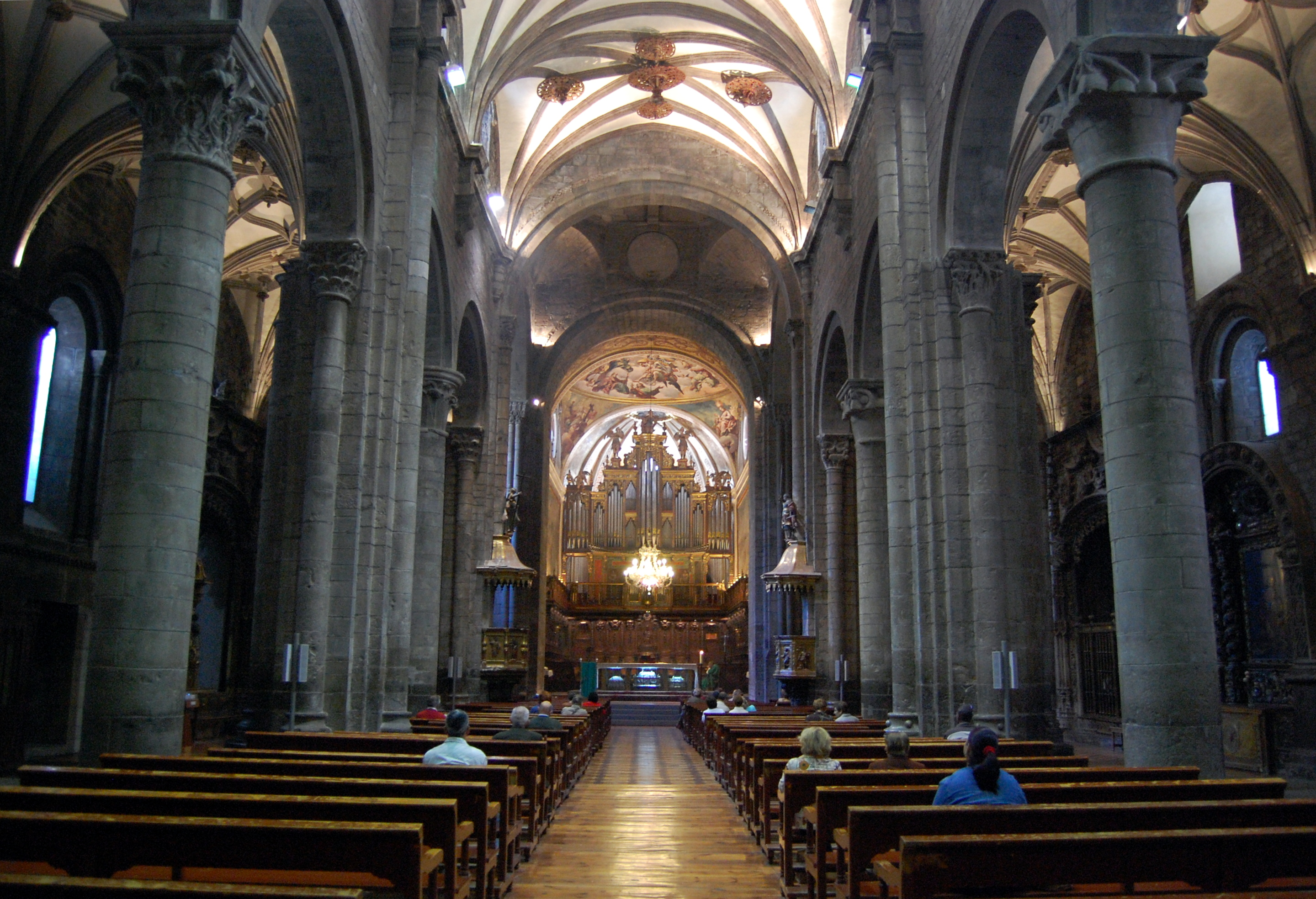
Interior de la catedral de Jaca

La catedral de Jaca es uno de los templos más importantes del primer románico español, construida a partir de 1077 por orden del rey Sancho Ramírez; actualmente está considerada como la primera catedral románica de España, y es considerada como un gran símbolo del patrimonio arquitectónico español. Conserva su estructura básica y configuración románica, con una planta basilical de tres naves de cinco tramos con sus correspondientes ábsides alineados, dos puertas de acceso y una esbelta cúpula. A los pies del templo se sitúa un pórtico, de aire primitivo y abovedado en cañón, en el que se abre la portada principal, de elegante estructura, y con un tímpano que encierra un crismón.
La catedral alberga en su interior el Museo Diocesano de Arte Románico, inaugurado en 1970. En él se expone un gran fresco, calificado a veces como «la Capilla Sixtina del Románico», que resume el catecismo en imágenes, desde la creación de Adán hasta la Ascensión de Cristo. Por su belleza y expresividad, ha sido considerado uno de los mayores conjuntos de pintura románica que se han conservado.

#### Otros edificios religiosos

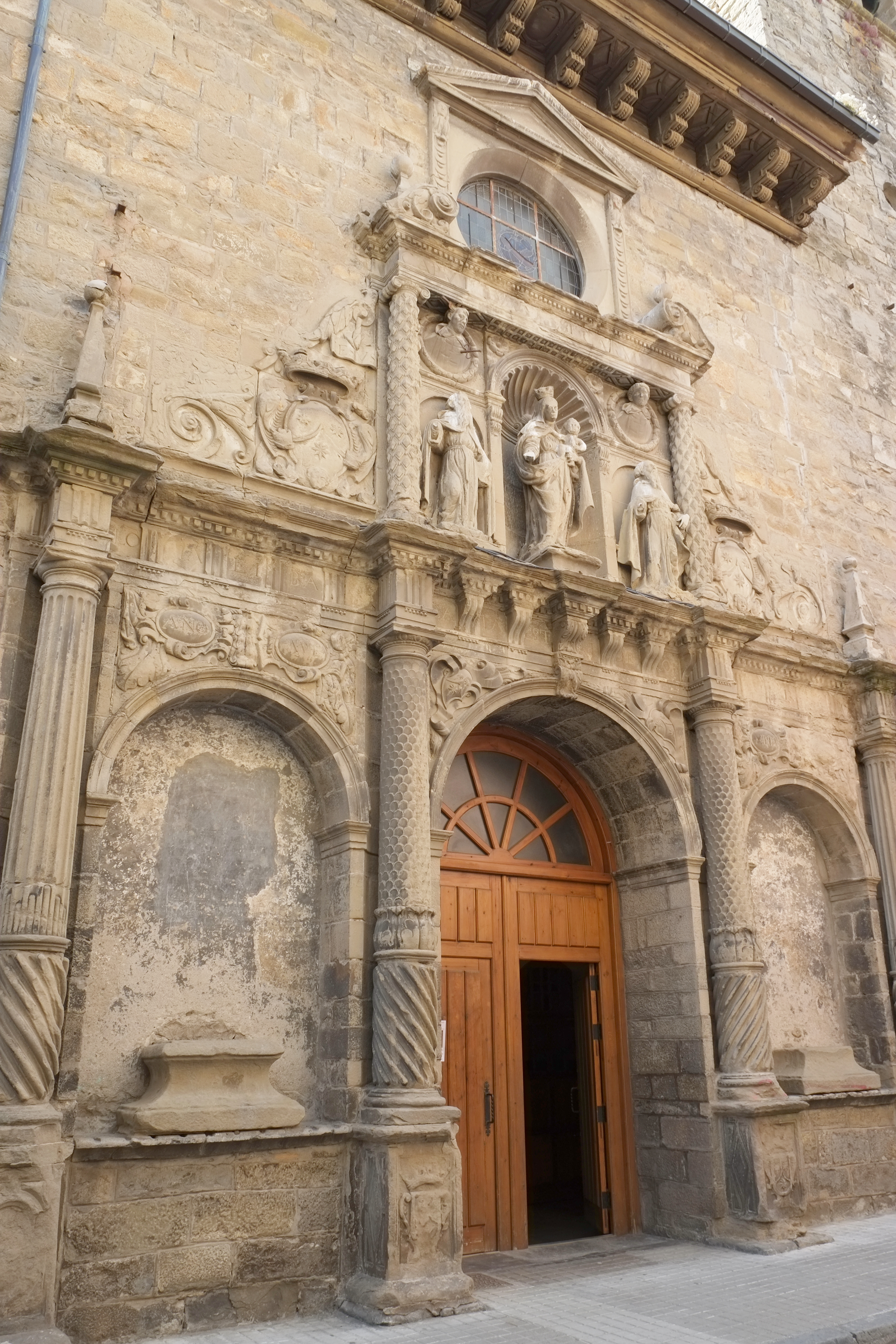
Iglesia del Carmen

Entre las iglesias de Jaca, destaca la iglesia del Carmen. Es la única construcción que queda del antiguo convento de Nuestra Señora del Carmen que los Carmelitas Descalzos fundaron en la ciudad. Edificada en la primera mitad del siglo XVII, posee planta de cruz latina con capillas a los costados del altar y dos a cada lado de la nave.
Otro templo notable es la iglesia de Santiago, conocida también como «de Santo Domingo» ya que, entre 1614 y 1835, funcionó como la iglesia del convento que construyeron los dominicos.
El Real Monasterio de las Benedictinas —conocido popularmente como «Las Benitas»—, fue fundado en 1555. El edificio monacal sigue un sobrio estilo renacentista. La pieza más valiosa del monasterio era el sarcófago de la Infanta Doña Sancha, hija de Ramiro I y hermana de Sancho Ramírez, ambos reyes de Aragón, que ahora está en el Museo Diocesano.
Entre las ermitas jacetanas, la ermita de la Victoria, situada a las afueras de la ciudad, está íntimamente unida a la legendaria victoria sobre los musulmanes, triunfo conmemorado en la fiesta del primer viernes de mayo. La ermita de San Cristóbal, emplazada a la entrada de Jaca, es una sencilla construcción de una sola nave y su interior alberga un retablo presidido por el titular, San Cristóbal; fundada por Francisco Villanúa en 1776, sustituyó a otra anterior —conocida como San Cristóbal el Viejo— situada en la orilla opuesta del río. Otra ermita, la de Sarsa, es una obra del románico rural, trasladada a Jaca desde su primitivo emplazamiento en las faldas del monte Oroel.

### Patrimonio civil

#### Ciudadela de Jaca o Castillo de San Pedro

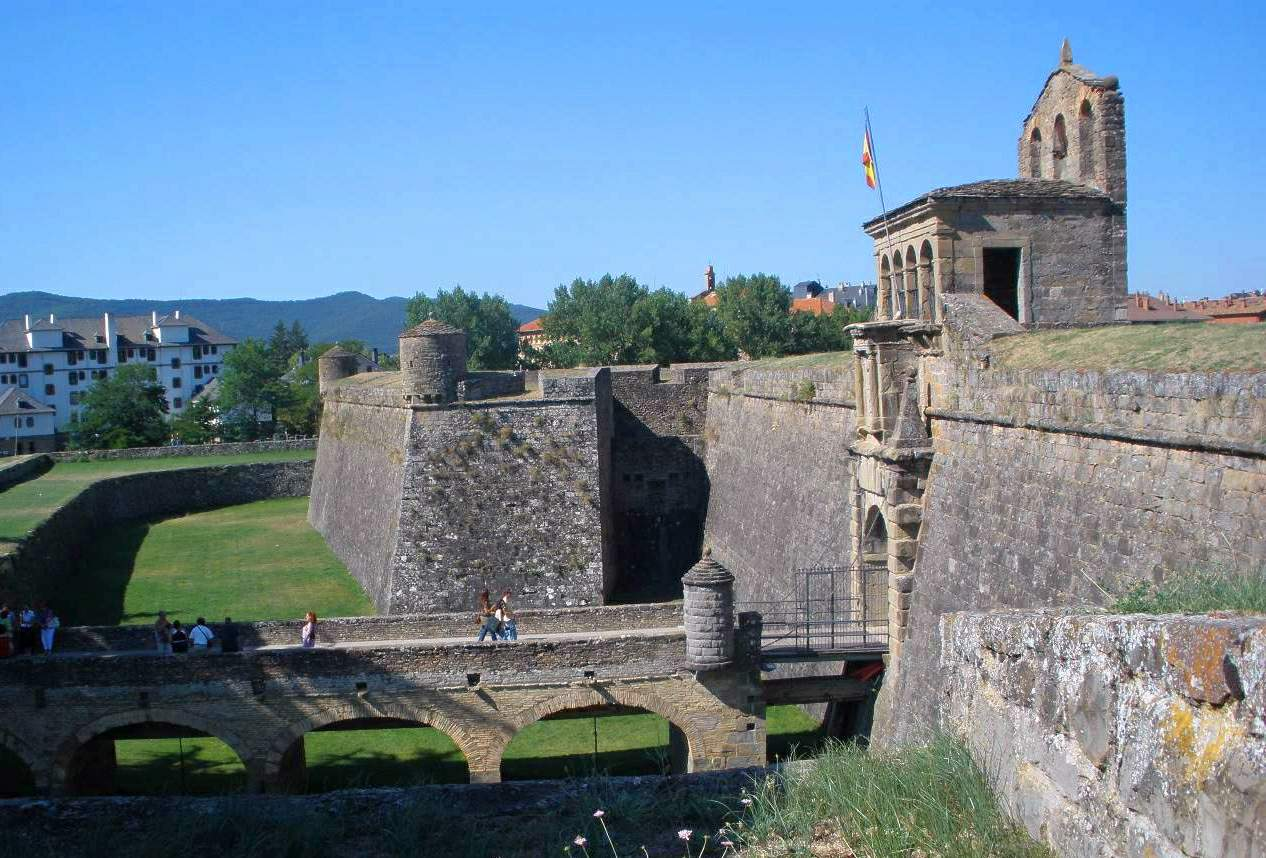
Ciudadela de Jaca

El Castillo de San Pedro o Ciudadela de Jaca es la única fortificación de este tipo que se conserva completa en Europa. Fue declarada monumento artístico el 28 de junio de 1951 y se encuentra restaurada desde 1968.
Uno de los cuarteles de la Ciudadela acoge el Museo de Miniaturas Militares. Sus salas alojan una colección de más de 35 000 figuras de plomo que se exhiben en 23 escenarios temáticos que recrean batallas singulares en la historia de la humanidad. También hay una sala dedicada a las unidades de montaña del ejército, así como una sala de exposiciones temporales

#### Torre del Reloj
La Torre del Reloj, también conocida popularmente como Torre de la Cárcel, es una interesante edificación civil gótica construida en 1445. Recibió ambos usos desde que el Concejo de Jaca la compró en 1599 para colocar el reloj-campanario que marcaría la vida urbana y la convirtió, en 1602, en cárcel de la ciudad. Es una torre de planta rectangular, construida con piedras irregulares y gran esbeltez. La puerta de ingreso se sitúa en la cara norte y consiste en un arco de medio punto.
Actualmente es la sede de la Comunidad de Trabajo de los Pirineos.

#### Otras obras civiles

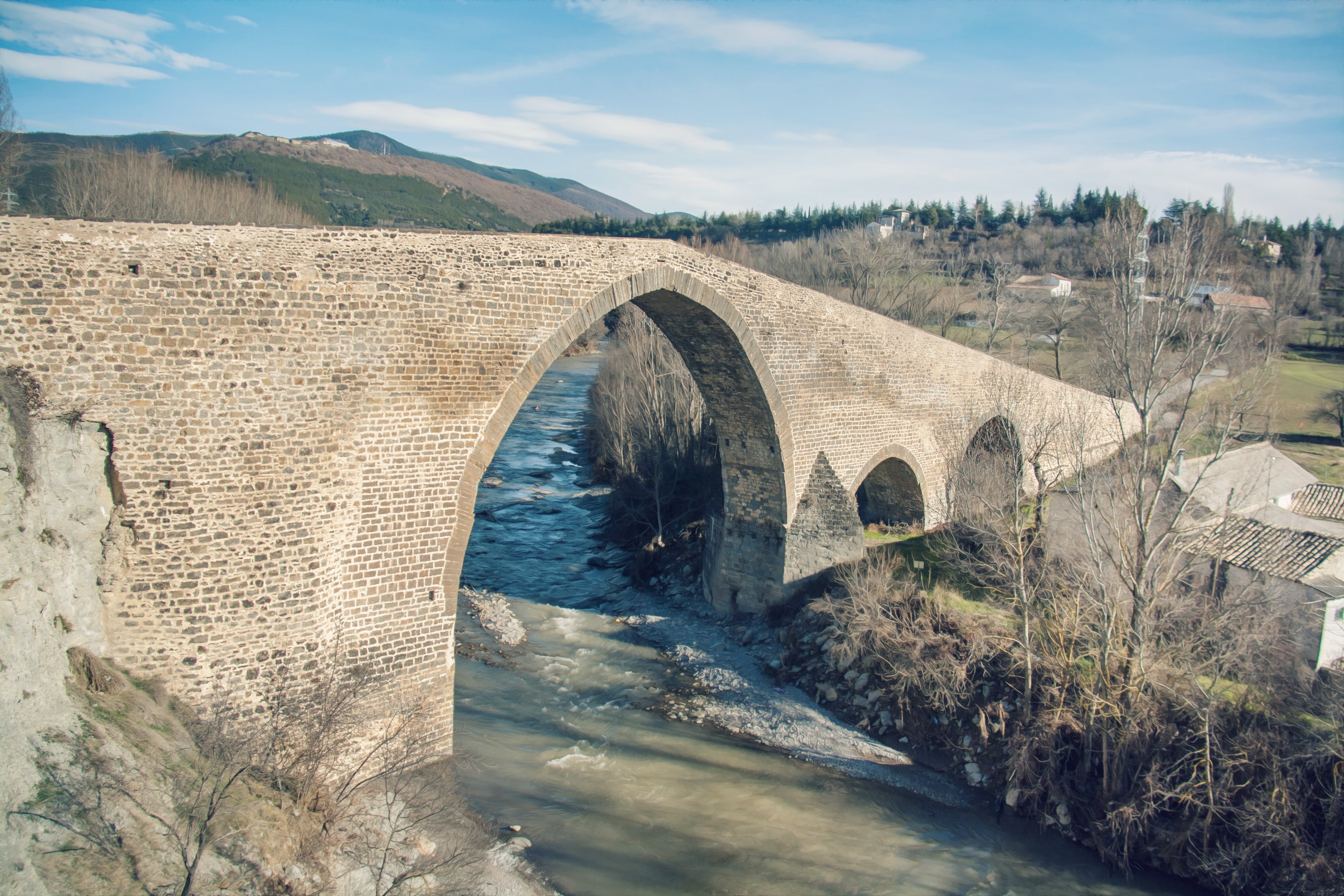
Puente medieval de San Miguel sobre el río Aragón

La casa consistorial comenzó a construirse en 1486, finalizando la obra en 1544. En sus dependencias se encuentra el «Libro de la Cadena», del siglo XIII.
Otro edificio notable es el Palacio Episcopal, armonioso edificio de renacentista realizado por Tomás Obón Almudébar, cuya construcción comenzó en 1606. Posee una fachada en dos alturas, en cuyo piso superior se abre una galería de balcones y en el inferior una serie de ventanas adinteladas que enmarcan al acceso principal.
El Puente de San Miguel, sobre el río Aragón, es uno de los escasos puentes medievales que se conservan en el Pirineo Aragonés. Su monumentalidad y buen estado de conservación hacen de él una de las obras hidráulicas más significativas del Alto Aragón. Se desconoce la fecha exacta de su construcción, pero por su aspecto y estructura se piensa que fue construido en época bajo medieval (siglo XV). Fue declarado monumento histórico-artístico en 1943 y actualmente es bien de interés cultural.
En las afueras de Jaca, el fuerte de Rapitán se alza a 1142 m sobre el nivel del mar sobre una colina en la vertiente norte de la ciudad. Edificado en el siglo XIX, es un fuerte fusilero artillado concebido como parte de la red defensiva que se pretendía construir de forma paralela a la línea internacional del ferrocarril a Canfranc. De gran superficie, es una obra de sillería, estando la mayor parte de la construcción soterrada para evitar la acción de la artillería enemiga.

### Patrimonio cultural
El Libro de la Cadena, el más interesante y conocido manuscrito del archivo municipal de Jaca, contiene los privilegios, estatutos y documentos más importantes otorgados a la ciudad. Incluye, entre otros, el Fuero de Jaca, en copia del siglo XIII, y los Establimentz y Ordenanzas municipales. Abarca el periodo comprendido entre 931 y 1324, con un total de 101 hojas de pergamino con la guarda final, en folio mayor.

### Patrimonio fuera del casco urbano

#### Monasterio de San Juan de la Peña

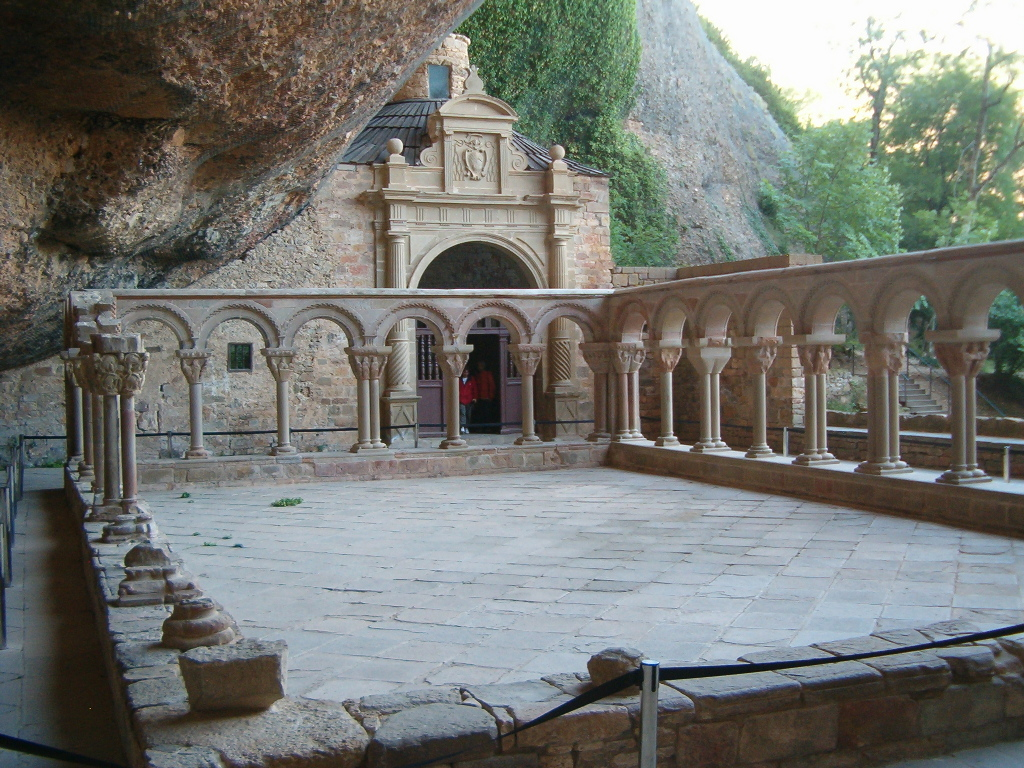
Claustro del Monasterio de San Juan de la Peña

El monasterio de San Juan de la Peña «viejo» está ubicado bajo una gran peña, de donde toma su nombre, y aglutina diversos estilos artísticos, con varias estancias superpuestas construidas en diferentes épocas. Destacan la iglesia mozárabe o iglesia baja, la iglesia alta con su claustro románico, el panteón real y varias capillas barrocas. En el panteón están enterrados varios reyes de Aragón. Más arriba del monasterio viejo, se alza el monasterio nuevo de San Juan de la Peña o simplemente el «nuevo», finalizado en 1714; sigue las pautas arquitectónicas del estilo barroco, y posee diversas dependencias dispuestas en torno a una gran plaza y dos claustros.
Los anteriores edificios están situados en el paisaje protegido de San Juan de la Peña y Monte Oroel, uno de los ecosistemas de media montaña más importantes de todo el Pirineo aragonés. Sus elementos más representativos son los densos bosques y los escarpes de conglomerados, en los que habitan importantes poblaciones de rapaces.

#### Iglesias románicas
Otro conjunto de interés lo constituyen las iglesias románicas de las pedanías dependientes de Jaca, así como las iglesias de Santa María en Santa Cruz de la Serós, de Santa María de Iguácel en Larrosa y de San Adrián de Sásave en Borau.

## Cultura

### Actividades deportivas y tiempo libre

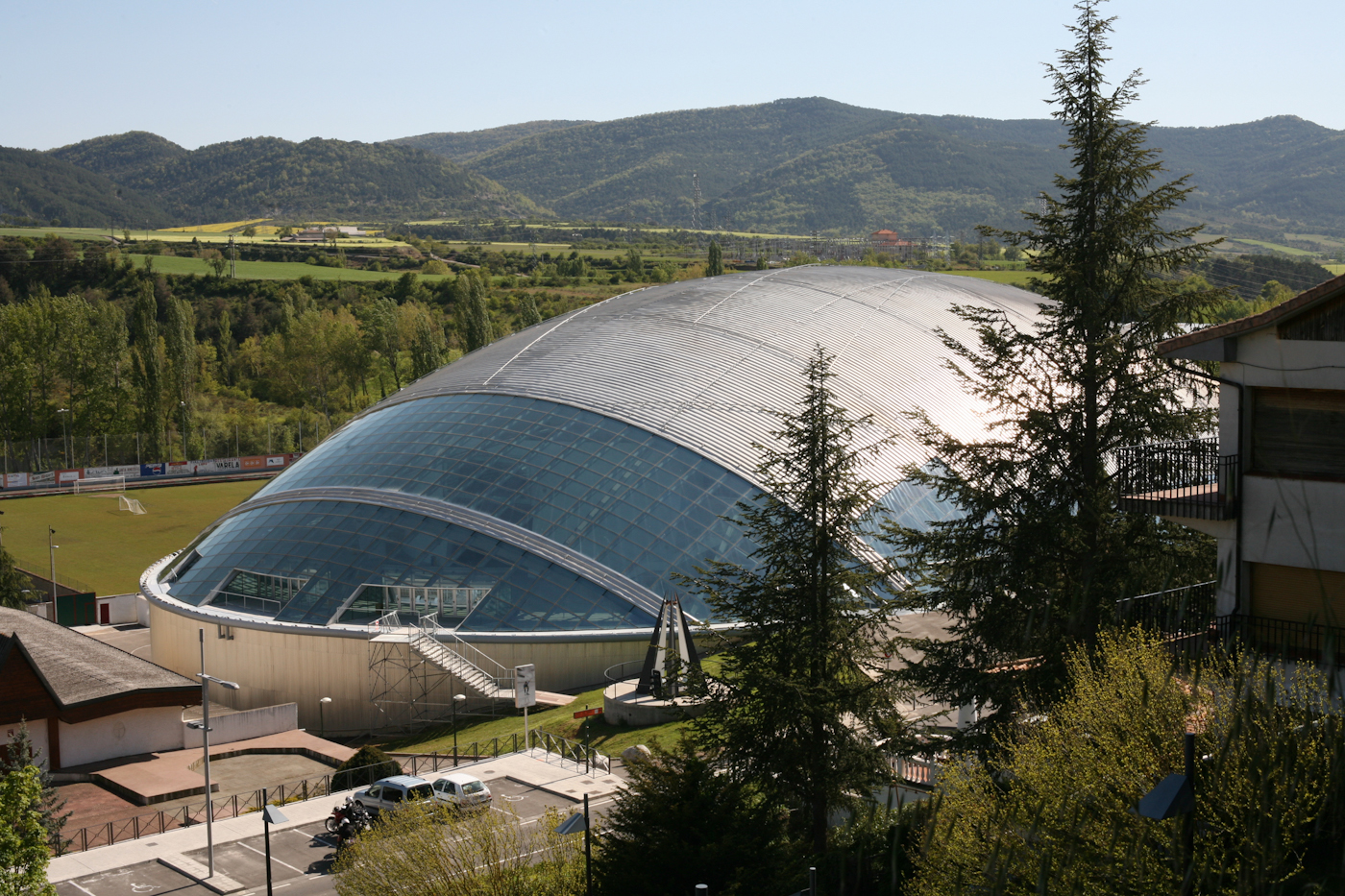
Palacio de Hielo de Jaca

En los alrededores de Jaca se pueden practicar diversas actividades al aire libre, tales como el senderismo. Una de las rutas más atractivas es la ascensión al monte Oroel, símbolo de la ciudad de Jaca, enclavado en un espacio natural protegido. También se pueden realizar actividades de escalada o montañismo, al estar situada en pleno Pirineo. Por otra parte, Jaca es una de las ciudades por las que transcurre el Camino de Santiago.
Jaca es muy visitada para la práctica de deportes de invierno, puesto que apenas a 31 km de distancia existe la posibilidad de esquiar en las estaciones de Astún, perteneciente al municipio de Jaca, y Candanchú. Para patinaje sobre hielo la ciudad cuenta con tres pistas de hielo, dos de ellas de dimensiones olímpicas y la otra de uso exclusivo para los patinadores del Club Hielo Jaca.

### Fiestas
- Semana Santa. Fiesta de Interés Turístico Regional, en Aragón.
- Día de San Jorge, se celebra el 23 de abril en todo Aragón al ser el patrón de la comunidad. Se preparan actos como música, libros y actividades lúdicas y recreativas.

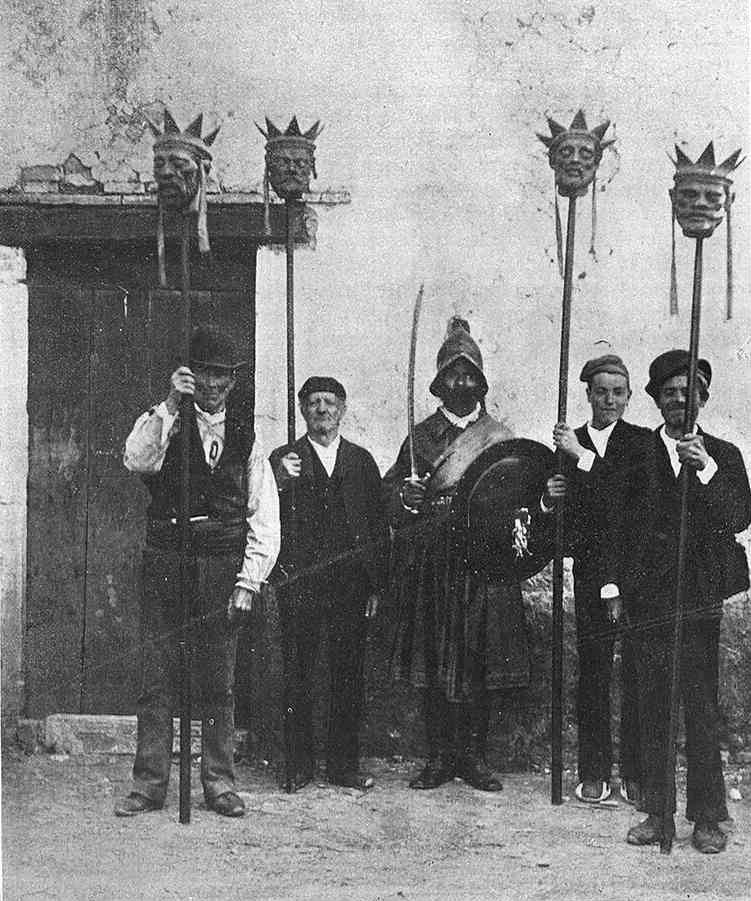
Varias personas en Jaca durante la celebración de las fiestas del primer viernes de mayo (La Ilustración Artística, 1915)

- Primer Viernes de Mayo. Declarada «Fiesta de Interés Turístico» en 1980,[45] conmemora la legendaria batalla de los Llanos de la Victoria (que la tradición sitúa c. 760 en las afueras de Jaca),[46] en la que presuntamente el conde Aznar repelió el ataque de un ejército musulmán que pretendía reconquistar la ciudad; el carácter legendario de la misma se pone de manifiesto porque el conde Aznar I Galíndez vivió en el siglo IX mientras que la tradición sitúa la batalla a mediados del siglo VIII. En cuanto a la fiesta, esta comienza con un almuerzo en el Llano de la Victoria —donde según la leyenda tuvo lugar la batalla— y, a partir del mediodía, se organiza un desfile con cortejo histórico.

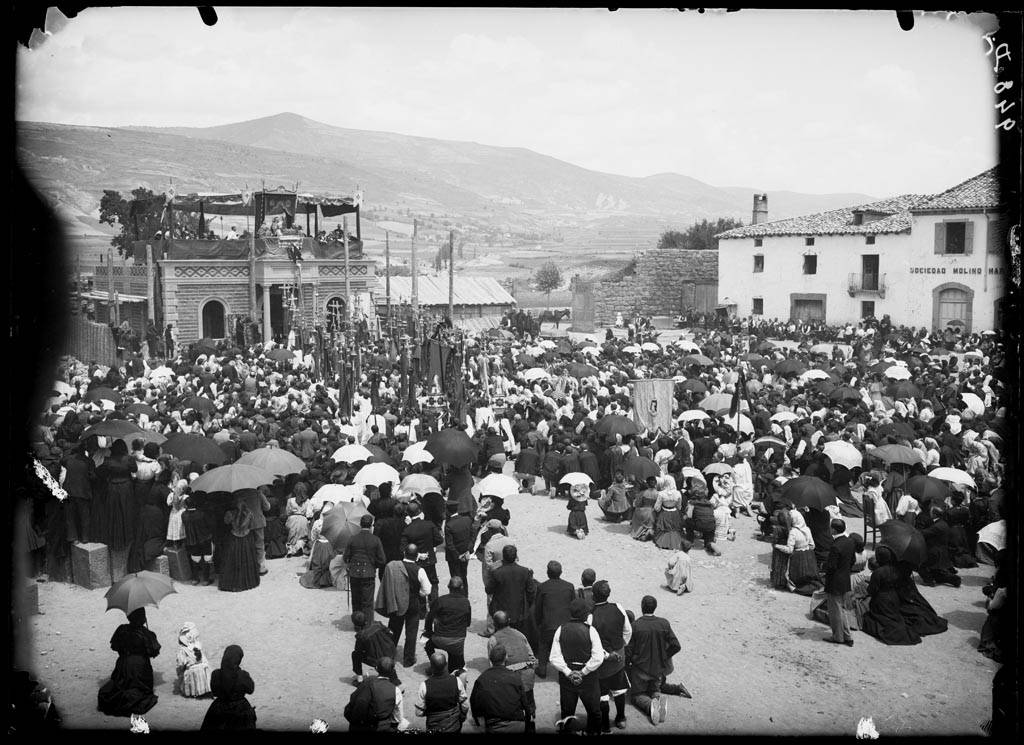
Procesión de presentación de Santa Orosia en una plaza de Jaca (1908)

- Fiestas patronales en honor a Santa Orosia. Empiezan la noche de San Juan y finalizan la noche de San Pedro. Desde hace siglos, el 25 de junio se celebra la procesión en honor de la Santa, que reúne a todos los pueblos del Campo de Jaca con sus respectivas cruces parroquiales.
- Festival Folclórico de los Pirineos. Fiesta de Interés Turístico Nacional. El Festival Folclórico de los Pirineos fue nombrada fiesta de interés turístico nacional. Se celebra los años impares, y hasta no hace mucho alternaba su organización con el municipio francés de Oloron-Sainte-Marie. La cita reúne a grupos folclóricos de cerca de veinte países de los cinco continentes. La música y las danzas de la calle se combinan con espectáculos en escenarios, exposiciones y muestras de gastronomía.[47]
- Festival Internacional en el Camino de Santiago. Certamen de música antigua, desde la Edad Media al Barroco, que llena las iglesias del Camino gracias a la presencia de virtuosos llegados de toda Europa.
- Este finde tapas. Concurso de tapas y cazoletas del Pirineo aragonés. Un gran número de establecimientos ofrecen sus tapas en una cita que tiene lugar en la segunda quincena de octubre.[48]

### Deporte
La pista de hielo de Jaca, una de las más antiguas de España, ha sido escenario de múltiples eventos deportivos, tanto a nivel nacional como internacional. La ciudad ha sido sede en varias ocasiones de la celebración de Campeonatos del Mundo de patinaje artístico, así como de la Universiada en 1995 o el Festival Olímpico de la Juventud Asimismo, ha presentado la candidatura para los Juegos Olímpicos de invierno en cuatro ocasiones: 1998, 2002, 2010 y 2014.
El Club Hielo Jaca es el equipo de hockey sobre hielo de la ciudad. Fundado en 1972, actualmente participa en la Liga Nacional de Hockey Hielo, máxima categoría de este deporte. Es el equipo que cuenta con más Copas del Rey.

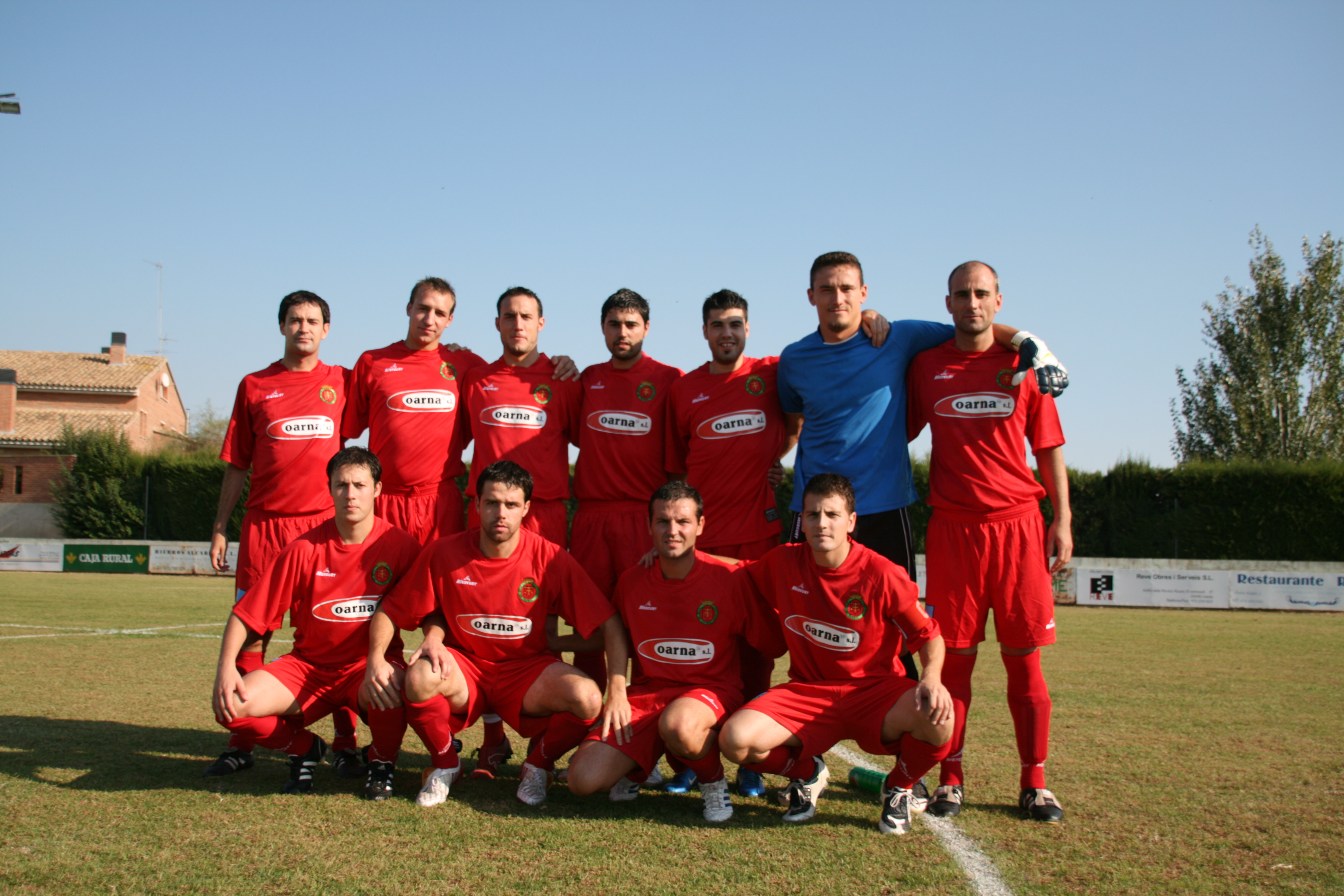
Varios integrantes de la plantilla del Club de Fútbol Jacetano en 2008

El C.F. Jacetano, el equipo de fútbol de Jaca, juega sus partidos en el Oroel. Viste camiseta verde y pantalón rojo, y su mejor resultado es un sexto puesto en la tercera división.
El Estanco Martín-Peña Charumba es el equipo de fútbol sala de la ciudad. La indumentaria es azul. Sus logros más destacados son el Ascenso a liga autonómica (1992), Ascenso a 1.ª nacional B (1994) y (1999), ascenso a 1.ª nacional (2000) y varios campeonatos y subcampeonatos de Aragón en categorías Base. 
El Club Pirineista Mayencos, creado en 1956 (cumple 60 años en 2016), es uno de los clubes de referencia a nivel nacional en lo que se refiere a la práctica de los deportes de montaña, como el esquí alpino, el esquí de fondo, el senderismo y el montañismo. También, organiza triatlones y biatlones en Jaca y otras poblaciones cercanas, como Ansó.

### Gastronomía
La gastronomía jacetana está influenciada por la cultura pastoril y ganadera, base sobre la que se sostiene la economía de la ciudad, así como por un clima de duros y muy largos inviernos que propicia platos de conserva y de gran contenido calórico. Las recetas más destacables son el «filete de güey a l'Alforcha», el jabalí estofado con salsa de nueces, los espárragos rellenos de setas y husones, la ensalada de verduras y hortalizas asadas, el cordero asado con patatas a lo pobre y el bacalao ajoarriero.
La carne de cordero es una seña de la identidad de la gastronomía de la región, destacando la producción del ternasco de Aragón, reconocido internacionalmente. Las tripas del cordero sirven para la elaboración de las «chiretas», muy populares en toda la montaña aragonesa. También el producto de corral o de caza menor goza de un lugar destacado dentro de la cocina montañesa: los guisos de gallina o de liebre han llegado a tener denominación de origen.

## Ciudades hermanadas
Jaca está hermanada con la ciudad alicantina de Elche (1983), con la que mantiene una importante relación de cooperación. En Jaca se suele decir que cada uno de sus habitantes lleva un ilicitano y una palmera en su interior.[cita requerida] Sin embargo, es con la ciudad francesa de Oloron-Sainte-Marie con la que más relaciones ha establecido a lo largo de la historia, localidad emplazada al otro lado de los Pirineos.
- Elche (España)
- Oloron-Sainte-Marie (Francia)[50]